# Pune Challenger 2025
Il Pune Challenger 2025 è stato un torneo maschile di tennis professionistico. È stata la 9ª edizione del torneo, facente parte della categoria Challenger 100 nell'ambito dell'ATP Challenger Tour 2025, con un montepremi di 160 000 $. Si è giocato dal 17 al 23 febbraio 2025 sui campi in cemento del Shree Shiv Chhatrapati Sports Complex di Pune, in India.

## Partecipanti

### Teste di serie
| Nazionalità | Giocatore          | Ranking* | Testa di serie |
| ----------- | ------------------ | -------- | -------------- |
| Regno Unito | Billy Harris       | 116      | 1              |
| Rep. Ceca   | Vít Kopřiva        | 127      | 2              |
| Australia   | Tristan Schoolkate | 140      | 3              |
| Danimarca   | Elmer Møller       | 152      | 4              |
| Francia     | Ugo Blanchet       | 165      | 5              |
| Stati Uniti | Brandon Holt       | 166      | 6              |
| Giappone    | Shintarō Mochizuki | 171      | 7              |
| Canada      | Alexis Galarneau   | 178      | 8              |

* Ranking al 10 febbraio 2025.

### Altri partecipanti
I seguenti giocatori hanno ricevuto una wild card per il tabellone principale:
- Manas Dhamne
- Aryan Shah
- Karan Singh

I seguenti giocatori sono entrati in tabellone come alternate:
- Jay Clarke
- Enrico Dalla Valle
- Kyrian Jacquet

I seguenti giocatori sono passati dalle qualificazioni:
- Kimmer Coppejans
- Petr Bar Biryukov
- Michael Geerts
- Masamichi Imamura
- Hiroki Moriya
- Ilia Simakin

Il seguente giocatore è entrato in tabellone come lucky loser:
- Blake Ellis

## Punti e montepremi
| Torneo    | Torneo              | V      | F      | SF    | QF    | 2T    | 1T    | Q | Q2  | Q1  |
| Singolare | Punti               | 100    | 50     | 25    | 14    | 7     | 0     | 4 | 2   | 0   |
| Singolare | Premi in denaro ($) | 17 650 | 10 380 | 6 140 | 3 570 | 2 105 | 1 270 | – | 635 | 320 |
| Doppio    | Punti               | 100    | 50     | 25    | 14    | –     | 0     | – | –   | –   |
| Doppio    | Premi in denaro ($) | 7 590  | 4 400  | 2 645 | 1 570 | –     | 880   | – | –   | –   |

## Campioni

### Singolare
Dalibor Svrčina ha sconfitto in finale  Brandon Holt per 7–6(3), 6–1.

### Doppio
Jeevan Nedunchezhiyan /  Vijay Sundar Prashanth hanno sconfitto in finale  Blake Bayldon /  Matthew Romios per 3–6, 6–3, [10–0].